# Melissa Auf der Maur
Melissa Gaboriau Auf der Maur (ur. 17 marca 1972 w Montrealu) – kanadyjska basistka i wokalistka rockowa z francusko-szwajcarskimi korzeniami.
Urodzona w kanadyjskim Montrealu, dzieciństwo spędziła w Kenii. Współpracowała z zespołem Hole i nagrała z nim płytę Celebrity Skin. Następnie stała się basistką zespołu The Smashing Pumpkins. Oprócz tego ma na swoim koncie także dwie solowe płyty. Poza muzyką zajmuje się profesjonalnie fotografią, a jej zdjęcia były publikowane przez uznane magazyny fotograficzne.

## Młodość
Auf der Maur jest córką dziennikarza oraz polityka Nicka Auf der Maur oraz tłumaczki literatury Lindy Gaboriau. Ponieważ Nick Auf der Maur był Kanadyjczykiem, a Linda Gaboriau urodziła się w Stanach Zjednoczonych, Melissa posiada podwójne obywatelstwo. Jej językiem ojczystym jest angielski, ale mówi także po francusku. Część ze swojego dzieciństwa spędziła w Kenii wraz ze swoją matką, ale po kilku przebytych malariach powróciła do Montrealu, gdzie uczęszczała do szkoły artystycznej „F.A.C.E. School”, a następnie studiowała fotografię na Concordia University.

## Kariera muzyczna

### Hole
Auf der Maur stała się przyjaciółką wokalisty Billiego Corgana po próbie przeprosin za wybryk przyjaciela, który rzucił butelką piwa w zespół w trakcie koncertu podczas jednego z pierwszych występów zespołu The Smashing Pumpkins w Montrealu w nocnym klubie „Foufounes Électriques”. Jej ówczesny zespół Tinker otwierał wtedy koncerty The Smashing Pumpkins w Montrealu w 1993 roku.
W 1994, kiedy zespół Hole po śmierci swojej poprzedniej basistki Kristen Pfaff poszukiwał kogoś w zastępstwie, Corgan rekomendował Auf der Maur do Courtney Love. Auf der Maur początkowo odrzuciła tę ofertę, ale po ponownym rozważeniu ostatecznie przyjęła pracę basistki w zespole Hole. Dołączyła do zespołu dwa tygodnie przed koncertem na Festiwalu w Reading, a następnie nagrała z zespołem album Celebrity Skin. 20 października 1999, dokładnie po wypełnieniu 5-letniego kontraktu, opuściła zespół Hole.

### The Smashing Pumpkins
Niebawem dołączyła do starego przyjaciela w zespole The Smashing Pumpkins, kiedy opuściła go pierwotna basistka D’arcy Wretzky, zaraz po zakończeniu nagrywania albumu Machina/The Machines of God. Wraz z zespołem, odbyła ich pożegnalną trasę koncertową, która promowała także zarazem album Machina.

### Współpraca z innymi muzykami
Auf der Maur krótko koncertowała wraz z byłym wokalistą zespołu The Cars, Rickiem Ocaskiem, w 1997, zaraz po nagraniach, które z nim dokonała na jego solowym albumie z 1997 noszącym tytuł Troublizing.
Następnie Melissa bardziej zaangażowała się we współpracę z francuskim zespołem Indochine. Efekt tej współpracy słychać w utworze „Le Grand Secret”, w którym śpiewa po francusku w duecie z wokalistą zespołu Nicola Sirkisem, a który odniósł wielki sukces we Francji. Przy różnych okazjach Melissa dołączała do zespołu na koncertach, aby wykonać na scenie ten utwór oraz pojawiła się w teledysku do niego. 22 lutego 2002 roku podczas koncertu w Paryżu wystąpiła na koncercie Indochine wraz z krótkim zestawem akustycznych wersji swoich solowych utworów.
Dla przyjaciela z dzieciństwa Rufusa Wainwrighta nagrała partie gitary basowej oraz chórki na albumach Scar oraz Poses, oraz wystąpiła w jego teledysku z 1998 roku o tytule „April Fools”.
W 2008, współpracowała wraz z kanadyjskim muzykiem Danielem Victorem, przy jego projekcie zatytułowanym Neverending White Lights. Wspólnie nagrali utwór „The World is Darker”, do którego teledysk powstał w marcu 2008 roku. Oprócz tego współpracowała z takim artystami jak Ryan Adams, Ben Lee, Idaho, The Stills oraz Fountains of Wayne.

### Hand of Doom oraz The Chelsea
W 2002 Auf der Maur przewodziła zespołowi o nazwie Hand of Doom, który wykonywał wyłącznie utwory zespołu Black Sabbath i w którym była główną wokalistką. Zagrali wspólnie kilka koncertów, z których został wydany koncertowy album.
W tym samym roku wraz z perkusistką z Hole Samanthą Maloney (była także członkinią Mötley Crüe oraz Peaches), a także z Paz Lenchantin (znana z A Perfect Circle oraz Zwan) i gitarzystką Radio Sloan (z Peaches i The Need) zagrały wspólnie koncert w Los Angeles jako The Chelsea (nazwa pochodzi od hotelu w Nowym Jorku, w którym Auf der Maur przez wiele lat mieszkała). W trakcie koncertu artystki wykonały kilka nowych utworów oraz uzupełniły występ coverami. Courtney Love zaproponowała pracę zespołowi, podczas jej koncertów promujących pierwszy solowy album America’s Sweetheart. Tylko Samantha Maloney oraz Radio Sloan pozostały w składzie i ostatecznie zespół zmienił nazwę na The Courtney Love Band.

### Auf der Maur
W 2004 Melissa wydała swój pierwszy album solowy zatytułowany po prostu Auf der Maur, który cieszył się sporą popularnością, zbierając przy tym bardzo pochlebne recenzje. W szczególności utwory takie jak „Followed the Waves”, „Real a Lie” oraz „Taste You”, były jednymi z najczęściej odtwarzanych przez stacje radiowe w tamtym czasie. W tym samym roku, Auf der Maur odbyła liczne trasy koncertowe wraz z takimi wykonawcami jak HIM, The Offspring, The Cure (podczas serii koncertów o nazwie Curiosa) oraz Matthew Good.

### 2006–2007
2 lutego 2006 MTV.com poinformowało, że Corgan oraz Jimmy Chamberlin podpisali nowy kontrakt jako zespół „Smashing Pumpkins.” W odpowiedzi, Auf der Maur powiedziała w osobnym wywiadzie, „Jestem pewna, że dopóki Billy współpracuje z Jimmym, może robić płyty Pumpkins.” Dodała, że nie ma planów aby uczestniczyć w tej próbie reaktywacji, ale że: „Moje usługi są zawsze dostępne dla zespołu, jeżeli tylko D’arcy nie gra z nimi, byłabym szczęśliwa aby móc ją zastąpić.” Pomimo jej publicznego zainteresowania inicjatywą reaktywacji 23 kwietnia 2007, The Globe and Mail poinformował, że Auf Der Maur nie będzie grać w zespole the Smashing Pumpkins.
W 2006 Auf der Maur została umieszczona przez magazyn Blender na liście najbardziej seksownych artystek rockowych wraz z Joan Jett, Liz Phair oraz Courtney Love.
W 2007 wystąpiła wraz z zespołem Fountains of Wayne na albumie Traffic and Weather śpiewając drugi wokal w utworze Someone to Love. Na tym samym albumie pojawił się także inny były członek zespołu Smashing Pumpkins, James Iha.

### Drugi album
W wywiadzie z 2007 roku Auf der Maur powiedziała, że ukończyła już swój drugi album, który zostanie wydany wraz z powieścią graficzną oraz filmem tematycznym. Pomimo upłynięcia długiego czasu od wywiadu, data wydania pozostaje wciąż nieznana. Sam album będzie wydany pod nazwą MAdM (inicjały Melissy), podczas gdy komiks oraz film będzie nosił nazwę Out of Our Minds, albo OOOM w skrócie. Strona internetowa z zapowiedziami została uruchomiona w sierpniu 2007 roku i znajduje się tutaj: xMAdMx.com. W dniu 11 listopada 2008 roku wydano EP zatytułowaną „This Would Be Paradise”. Wydanie nastąpiło w drodze elektronicznej poprzez stronę oficjalną oraz serwis iTunes. Na płycie znalazły się także utwory „The Key” oraz „Willing Enabler”.

## Fotografia
Auf der Maur jest także doświadczonym fotografem. Ukończyła studia związane tym tematem na Uniwersytecie Concordia, gdzie wybrała specjalizację autoportretu. Jeszcze w trakcie studiów otrzymała zaproszenie do współpracy z zespołem Hole w 1994. Jej zdjęcia były publikowane przez amerykańskie magazyny takie jak Nylon, Bust, Mastermind czy American Photo oraz inne. Miała także udział w wystawie zatytułowanej The Kids are Alright w Sotheby’s w Nowym Jorku wraz z Yeleną Yemczuk. Miała także wkład w wystawę z 2001, pod pseudonimem Channels. W większości, zawierała ona zdjęcia Auf der Maur koncentrujące się na temacie „życia w drodze”, wraz z powracającym tematem telewizji oraz zdjęciami hotelowych odbiorników telewizyjnych, stąd zresztą pochodzi pseudonim „Channels”. Wystawa została otwarta 9 września 2001, w Brooklyńskiej Secret Gallery, ale została zamknięta po ataku terrorystycznym 11 września. Wystawie miała towarzyszyć książka nosząca ten sam tytuł, ale nigdy nie została wydana.

## Dyskografia
| Rok  | Album                                 | Pozycje na listach | Pozycje na listach | Dodatkowe informacje                                                                  |
| Rok  | Album                                 | USA                | UK                 | Dodatkowe informacje                                                                  |
| ---- | ------------------------------------- | ------------------ | ------------------ | ------------------------------------------------------------------------------------- |
| 1997 | Troublizing                           | -                  | -                  | wraz z Rickiem Ocaskiem                                                               |
| 1998 | Celebrity Skin                        | 8                  | 11                 | wraz z Hole                                                                           |
| 2000 | Judas 0                               | -                  | 134                | wraz z The Smashing Pumpkins, gitara basowa tylko w utworze numer 12                  |
| 2001 | Poses                                 | 117                | 132                | wraz z Rufusem Wainwrightem, gitara basowa oraz drugi wokal tylko w utworze numer 11  |
| 2002 | Paradize                              | -                  | -                  | wraz z Indochine, tylko śpiew w utworze 8 („Le Grand Secret”)                         |
| 2004 | Auf der Maur                          | 187                | 31                 | Debiut solowy                                                                         |
| 2007 | Traffic and Weather                   | 97                 | -                  | wraz z Fountains of Wayne, śpiew w utworze numer 1, „Someone to Love”                 |
| 2007 | Act 2: The Blood and the Life Eternal | -                  | -                  | wraz z Neverending White Lights, tylko śpiew w utworze numer 4, „The World Is Darker" |
| 2009 | Out of Our Minds                      | TBC                | TBC                | Drugi album solowy                                                                    |

## Single
| Rok  | Album                  | Miejsce na liście  | Miejsce na liście      | Miejsce na liście | Miejsce na liście | Informacje dodatkowe      |
| Rok  | Album                  | Modern Rock Tracks | Mainstream Rock Tracks | Wielka Brytania   | Hot 100           | Informacje dodatkowe      |
| ---- | ---------------------- | ------------------ | ---------------------- | ----------------- | ----------------- | ------------------------- |
| 1996 | Gold Dust Woman        | 31                 | -                      | -                 | -                 | wraz z Hole               |
| 1998 | Celebrity Skin         | 1                  | 4                      | 19                | 85                | wraz z Hole               |
| 1998 | Malibu                 | 3                  | 16                     | 22                | 81                | wraz z Hole               |
| 1999 | Awful                  | 13                 | -                      | 42                | -                 | wraz z Hole               |
| 2004 | Followed the Waves     | 32                 | -                      | 35                | 53                | solo                      |
| 2004 | Real a Lie             | -                  | -                      | 33                | -                 | solo                      |
| 2004 | Taste You              | -                  | -                      | 51                | -                 | solo                      |
| 2007 | Someone to Love        | -                  | -                      | -                 | -                 | wraz z Fountains of Wayne |
| 2008 | This Would Be Paradise | -                  | -                      | -                 | -                 | solo                      |